# Scleroprocta innocens
Scleroprocta innocens är en tvåvingeart som först beskrevs av Osten Sacken 1869.  Scleroprocta innocens ingår i släktet Scleroprocta och familjen småharkrankar. Inga underarter finns listade i Catalogue of Life.